# 柔枝軸孔珊瑚
柔枝軸孔珊瑚（学名：Acropora tenuis）为軸孔珊瑚科軸孔珊瑚屬下的一个种。